# Jan van der Veen (musicoloog)
Jan van der Veen (Leiden, 21 mei 1923 – aldaar, 1 januari 1994) was een Nederlands letterkundige en musicoloog.

## Jan van der Veen
Hij was zoon van Maria Willemsen en boekhouder Jan van der Veen. Hijzelf was getrouwd met studiegenoot Aita Wiersma.
Van der Veen studeerde Muziekwetenschap en Frans taal en letterkunde aan zowel de Universiteit in zijn geboorteplaats en de Sorbonne in Parijs. Vanaf 1950 was hij verbonden aan het instituut voor muziekwetenschappen in Leiden. Zijn studies leidden in 1955 tot een proefschrift onder de titel Le mélodrame musical de Rousseau au Romantisme : ses aspects historiques et stylistiques. Tussen 1970 en 1974 was hij bijzonder hoogleraar Toonkunde binnen de faculteit Letteren te Leiden Andere publicaties waren:
- 1960: Autour des "Chansons et légendes du Valois" de Gérard de Nerval
- 1968: Orfeus onder de stervelingen
- 1970: Sonantia signa (tevens zijn oratie).

Zijn rouwadvertentie meldde emeritus-hoogleraar Musicologie.

## Aita Wiersma
Alida (Aita) Wiersma (1931-1989) was dochter van scheikundig ingenieur Alida Petronella Jöbsis afgestudeerd aan de Technische Hogeschool Delft en professor doctor Eliza Cornelis Wiersma. Ze studeerde Franse taal en letterkunde aan de Universiteit Leiden. Zij slaagde in 1956 voor haar doctoraal Romaanse taal en letterkunde. Zij werd lerares Frans aan onder andere het Stedelijk Gymnasium Leiden. Ze was jarenlang muziekcriticus bij de Nieuwe Leidsche Courant. Zij overleed na een lang ziektebed.